# Битка за Василков
Битката за Василков започва на 26 февруари 2022 г., по време на руското нападение над Украйна през 2022 г.
В ранната утрин на 26 февруари парашутисти от руските ВДВ започват да кацат близо до град Василков, на 40 километра южно от Киев, в опит да овладеят авиобаза Василков. В града се водят тежки боеве между руските парашутисти и украинските защитници.

## Битката
Според американски и украински официални лица, в 01:30 ч. украински изтребител Су-27 сваля руски Илюшин Ил-76 с парашутисти. В 03:20 ч. се твърди, че втори Ил-76 е бил свален над близкия град Била Церква.
Кметът на Василков, Наталия Баласинович, заявява, че над 200 украинци са били ранени при схватката. По-късно тя твърди, че украинските сили са отбили нападението на руските парашутисти срещу военната авиобаза близо до града и централната улица, като ситуацията в града се е успокоила. Уолстрийт джърнъл съобщава, че украинските сили патрулират сутринта в града и търсят изоставени руснаци.
В ранната сутрин на 27 февруари руска ракета поразява петролна база във Василков, като я запалва.